# بيت كوزما
بيت كوزما (بالإنجليزية: Pete Kozma)‏ هو لاعب كرة قاعدة أمريكي، ولد في 11 أبريل 1988 في تلسا في الولايات المتحدة.

## وصلات خارجية
- بيت كوزما على موقع دوري كرة القاعدة الرئيسي (الإنجليزية)
- بيت كوزما على موقعبيزبول رفرنس.كوم (الدوري الرئيسي) (الإنجليزية)
- بيت كوزما على موقعبيزبول رفرنس.كوم (الدوري الثانوي) (الإنجليزية)
- بيت كوزما على موقع إي إس بي إن.كوم (أم.أل.بي) (الإنجليزية)
- بيت كوزما على موقع مشجعي الرسوم البيانية (الإنجليزية)